# Apache Tuscany
Az Apache Tuscany egy szolgáltatás orientált architektúra (SOA) infrastruktúrát biztosít a szolgáltatás orientált megközelítést használó alkalmazások könnyebb fejlesztéshez és futtatásához.
Ezt a pehelysúlyú futtató környezetet arra tervezték, hogy beágyazható legyen, provisioning-et is el tudjon látni számos különböző host környezetben. Az Apache Tuscany megvalósítja a szolgáltatás komponens architektúrát (SCA), amely rugalmas, szolgáltatás alapú modellt definiál a létrehozáshoz, összerakáshoz és szolgáltatás hálózat telepítéséhez (már létező és újhoz egyaránt).
A Tuscany SCA alapú, ezért csökkenti a SOA alapú megoldások fejlesztésének költségét azzal, hogy  a protokoll kezelést kitolja az alkalmazás üzleti logikáján kívülre méghozzá bármikor cserélhető kötésekbe. Ennek eredményeként a protokollok bármikor megváltoztathatók minimális konfigurációs változtatással. A Tuscany szintén szükségtelenné teszi az alkalmazások számára, hogy olyan infrastrukturális kérdésekkel kelljen foglalkozniuk, mint pl. a biztonság, tranzakció kezelés és ezek deklaratív használata. Mindez lehetővé teszi a SOA megoldásoknak, hogy rugalmasak legyenek és képesek legyenek alkalmazkodni a változáshoz minimális konfigurációs változásokkal.
A Tuscany támogatást biztosít az SCA Java-s 1.0 specifikációjához, valamint támogatást biztosít sokféle kötéshez (pl. Webszolgáltatások, web20 kötések), implementációs típusokhoz (pl. Spring, BPEL, Java) éppúgy mint, más technológiák integrációjához, mint pl. web20 és OSGi. A Tuscany az SCA 1.1-es implementációval működik, amit az OASIS sztenderdizált.
Az Apache Tuscany továbbá megvalósítja az Service Data Objects (SDO)-t, ami egy egységes felületet biztosít különböző adatokat tartalmazó űrlapok kezelésére, beleértve a hálózati szolgáltatásokban létező XML dokumentumokat, továbbá mechanizmust biztosítanak a változások kezelésére is. Tuscany támogatja az SCO és SDO (2.01-est C++-ra / 2.1-et Java-ra) specifikációt.

## Fordítás
Ez a szócikk részben vagy egészben  az   Apache Tuscany című angol Wikipédia-szócikk ezen változatának fordításán alapul.  Az eredeti cikk szerkesztőit annak laptörténete sorolja fel. Ez a jelzés csupán a megfogalmazás eredetét és a szerzői jogokat jelzi, nem szolgál a cikkben szereplő információk forrásmegjelöléseként.